# 3학년 A반 -지금부터 여러분은, 인질입니다-
《3학년 A반 -지금부터 여러분은, 인질입니다-》(3年A組 -今から皆さんは、人質です- 산넨에이구미 -이마카라미나산와, 히토지치데스-[*])는 NTV의 「일요 드라마」 시간대에서 2019년 1월 6일부터 3월 10일까지 방영된 일본의 텔레비전 드라마이다. 대한민국에서는 방영일로부터 9일 뒤에 채널W에서 방영하며 한일 동시 방영이 되었다.
주연은 스다 마사키. 약칭은「3A」
졸업 10일 전에 학생들을 감금했던 교사의 수수께끼 행동을 그리는 학교 미스터리이다.

## 개요
스다 마사키의 민방 골든 플라임 시간대의 첫 주연작이며, 예전부터 교사 역할을 맡고 싶다고 희망했던 스다에게 맞추어쓰여있다. 나가노 메이는 아침 드라마 《절반, 푸르다.》에서 여주인공을 연기한 후 첫 TV 드라마 출연이다. 
3학년 A반의 학생 역할은 오디션으로 선발됐으며, 5일간 나누어져서 발표됐다. 졸업까지 남은 10일간을, 기본적으로 하루에 하나의 이야기 형식으로 그려간다. 다만, 4화부터 5화에 대해서는 하루의 이야기를 2주에 걸쳐서 그리고 있다. 그렇기 때문에 6화에서는 하나의 이야기 중에 이틀 분의 이야기를 그리고 있다. 

## 줄거리
카이오 고등학교에서는 졸업까지 10일 남은 와중에 3학년 A반의 담임인 히이라기 이부키가 해당 반의 29명 전원을 모아서 ‘지금부터 여러분은 인질입니다(今から皆さんには、人質になってもらいます)’라고 알렀다. 폭발음이 울려퍼지며 소란스러워 하는 학생들을 이부키는 교실 안에 가둬버린다. 
이부키는 학생들에게 반년 전에 스스로 목숨을 끊은 카게야마 레이나는 왜 죽어는지, 이유를 생각해서 사실을 알고 있는 사람은 자수하라는 과제를 낸다. 그녀는 수영부에서 올림픽 대표 후부도 된 적이 있는 전국구 스타였지만 도핑(약물 복용) 의혹의 조작 영상을 확신시켜서 이후에 반에서 따돌림을 당하고 있었다. 경악하는 학생들에게 ‘과제를 풀지 못하면 한명씩 죽일 것이다’라며 협박한다. 
그러는 동시에 이부키는 스스로 경찰에게 알려서 건물을 둘러싸게 해서  SNS ‘Mind Voice’를 통해서 이 사건을 연예로 지켜보고 있는 일반 대중에게 과금을 요구한다. 
처음에는 이부키 앞에서 당황스러워하며 반발했던 A반 학생들도 사건의 진상을 추구하는 중에 조금씩 자기 자신의 실수를 마주하는 중에 사람으로 살아가는 데에 소중한 것을 배워간다. 
학생들의 생각에 확실히 변화가 보이기 시작할 즘에 이부키는 ‘수업’을 강행한 그 이유를 그들에게 알린다. 

## 등장인물

### 3학년 A반
|                 |                 | 교탁            |                 |                 |
| 하나오카 사라   | 호리베 루나     | 타테노 히로토   | 세오 유다이     | 카야노 사쿠라   |
| 아이자와 히로키 | 후와 코우다이   | 아사미 사야     | 니시자키 소우마 | 유키 미사키     |
| 쿠마자와 카렌   | 마카베 카케루   | 아키바 린       | 카게야마 레이나 | 츠지모토 유우카 |
| 사토미 카이토   | 효우도 아라타   | 미츠나가 아오이 | 우사미 카호     | 카와이 미키     |
| 스나가 켄       | 나카오 렌       | 코미야마 아이카 | 우오즈미 하나   | 야나모토 미노루 |
| 카이 하야토     | 이시쿠라 코우타 | 스와 유즈키     | 미나코시 스즈네 | 카나자와 레오   |

| 번호 | 이름                         | 배우                                        | 설명 |
| ---- | ---------------------------- | ------------------------------------------- | --- |
| 담임 | 히이라기 이부키 (柊一颯)     | 스다 마사키                                 | 본작의 주인공이다. 미술 담당 교사이며 카이오 고등학교에는 2년전에 부임되어 왔다. 반년 전 카게야마 레이나의 자살 후에 전 담임이 휴직한 것을 대신해서 3학년 A반 담임이 된다. |
| 1    | 아이자와 히로키 (逢沢博己)   | 하기와라 리쿠                               | 영화 연구회 및 미술부에 소속되어 있다. 평상시에 카메라를 한 손에 들고 교내를 촬영하고 있으며 레이나의 다큐 영화를 제작중이였다. |
| 2    | 아키바 린 (秋庭凛)           | 아키타 시오리                               | 사토미 친위대의 한명이다. |
| 3    | 아사미 사야 (浅見沙也)       | 와카바야시 카오루                           | 서예부 소속이다. 성실하며 내성적인 안경잡이이다. |
| 4    | 이시쿠라 코우타 (石倉光多)   | 사쿠모토 타카라                             | 빈칸 |
| 5    | 우오즈미 하나 (魚住華)       | 토미타 미우                                 | 수영부 소속의 포근한 여성이다. 긴박한 상황 속에서도 평상시처럼 식사를 할 수 있을 정도로 무관심해하고 있다. |
| 6    | 우사미 카호 (宇佐美香帆)     | 카와에이 리나                               | 댄스부 소속이다. 커뮤니케이션력에 능하며 주위에 적극적으로 말을 거는 반의 중심적인 인물 중 한 명이다. |
| 7    | 카이 하야토 (甲斐隼人)       | 카타요세 료타(GENERATIONS from EXILE TRIBE) | 댄스 그룹에 소속하고 있다. 학교에서 제일 악대장이다. 성질이 급하며 감정적인 한편으로는 폭력적인 성격이며 주동자는 대체로 그이다. |
| 8    | 카게야마 레이나 (景山澪奈)   | 카미시라이시 모카                           | 본작의 중심 인물이다. 명문 수영부의 에이스이며 국가 대표 후보이기도 한 학교의 스타이다. 어느 날 갑자기 목숨을 끊으며 농성 사건의 원인을 만들게 된다. 이부키의 말에 따르면 자살이 아니라 타살이라고 한다. |
| 9    | 카나자와 레오 (金沢玲央)     | 신조 유메                                   | 사토미 친위대 중 하나로이며 머리 형태는 가랑머리이다. |
| 10   | 카야노 사쿠라 (茅野さくら)   | 나가노 메이                                 | 본작의 여주인공이다. 반장을 맡고 있다. 특히 프로레슬링을 좋아해서 뭐라도 프로레슬링을 예를 들어서 설명하지만 주변 사람들에게는 통하지 않는다. |
| 11   | 카와이 미키 (河合未来)       | 츠키미야 히메나                             | 배구부 소속. 목소리가 크지만 주변의 분위기는 확실히 읽는다. 카호나 하나와 사이가 좋지만 카호의 다른 면을 알게 도고 거리를 둔다. 하지만, 카호가 사쿠라와 함께 진지하게 레이나 사건의 진실을 알아내려고하고 있는 것을 보고 화해하며 함께 행동하게 된다. 급한 성질이 있는 반면에 친구를 생각하는 면이 있다. 회색의 파커를 입고 있다. |
| 12   | 쿠마자와 카렌 (熊沢花恋)     | 홋타 마유                                   | 레이나와 같이 명문 수영부 소속이며 부장을 맡는다. 시합 때에는 젤리만 마신다. |
| 13   | 코미야마 아이카 (小宮山愛華) | 히비 미코토                                 | 빈칸 |
| 14   | 사토미 카이토 (里見海斗)     | 스즈키 진                                   | 축구부 에이스이다. |
| 15   | 스나가 켄 (須永賢)           | 후루카와 츠요시(SUPER★DRAGON)               | 카이 그룹의 한 명이다. |
| 16   | 스와 유즈키 (諏訪唯月)       | 이마다 미오                                 | 독자 모델이며 학급의 탑에 군림하는 여자의 리더적인 존재이다. |
| 17   | 세오 유다이 (瀬尾雄大)       | 모치즈키 아유미                             | 육상부의 단거리 선수이다. |
| 18   | 타테노 히로토 (立野寛人)     | 모리야마 아키                               | 철도를 좋아하며 성적이 우수하다. |
| 19   | 츠지모토 유우카 (辻本佑香)   | 오하라 유노                                 | 빈칸 |
| 20   | 나카오 렌 (中尾蓮)           | 미후네 카이토                               | 카이 그룹의 한 명이다. 오토바이를 좋아하며 애용하는 것은 야마하 SR의 커스텀이다. 미나코시 스즈네와 사귀고 있다. |
| 21   | 니시자키 소우마 (西崎颯真)   | 이마이 유키                                 | 컴퓨터부 소속이다. |
| 22   | 하나오카 사라 (花岡沙良)     | 요코타 마유                                 | 사토미 친위대의 한 명이다. 축구부의 매니저였지만 사토미와 헤어지고 그만뒀다고 한다. 분홍색의 가디건을 입고 있다. |
| 23   | 효우도 아라타 (兵頭新)       | 와카바야시 지에이                           | 야구부 소속이다, |
| 24   | 후와 코우다이 (不破航大)     | 토비타 히카리                               | 근력 단련을 좋아하는 남자이다. |
| 25   | 호리베 루나 (堀部瑠奈)       | 모리 나나                                   | 컴퓨터부 소속이며 애니메이션을 좋아하며 특촬물에 관해서도 자세하게 알고 있다. |
| 26   | 마카베 카케루 (真壁翔)       | 카미오 후주                                 | 수영부의 매니저이다. |
| 27   | 미츠나가 아오이 (光永葵)     | 니시모토 긴지로                             | 베이지 색의 가디건을 입고 있다. |
| 28   | 미나코시 스즈네 (水越涼音)   | 후쿠하라 하루카                             | 연애 체질인 여자이며 나카오와는 연인 사이이다. |
| 29   | 야나모토 미노루 (柳本稔)     | 타카오 유키                                 | 유도부 소속이다. 하나처럼 긴박한 상황 속에서도 도시락을 먹고 있던 대식가이다. |
| 30   | 유우키 미사키 (結城美咲)     | 야나이 유메나                               | 아이돌 지망생이다. 하프 트윈테일을 하고 있다. ‘Mind Voice’의 팔로우수를 늘리는 것에 필사적이다. |

### 카이오 고교 선생
| 담당             | 이름                      | 배우            |
| ---------------- | ------------------------- | --------------- |
| 3학년 B반 / 수학 | 타케치 야마토(武智大和)   | 타나베 세이이치 |
| 3학년 C반 / 지리 | 모리사키 미즈키(森崎瑞希) | 홋타 아카네     |
| 교장             | 이치무라 코이치(市村浩一) | 벵골            |
| 체육 담당        | 츠보이 마사루(坪井勝)     | 카미오 유       |
| 3학년 학생 주임  | 사쿠마 겐(佐久間現)       | 버펄로 고로 A   |

### 경찰
| 이름                                 | 배우                                 |
| 세가야마서의 생활 안전과 소년계 형사 | 세가야마서의 생활 안전과 소년계 형사 |
| ------------------------------------ | ------------------------------------ |
| 군지 마코토(郡司真人)                | 시이나 킷페이                        |
| 미야기 료이치(宮城遼一)              | 호시다 요시히코                      |
| 수사 1과 베테랑 이사관               |                                      |
| 이가라시 토오루(五十嵐徹)            | 오토모 코헤이                        |

### 그 외
| 이름                       | 배우            | 설명                                                                                    |
| -------------------------- | --------------- | --------------------------------------------------------------------------------------- |
| 사가라 후미카 (相楽文香)   | 츠치무라 카호   | 히이라기가 이전에 근무했던 고등학교의 전 교사이며 그 당시에 히이라기와 교재하고 있었다. |
| 사가라 타카히코 (相楽孝彦) | 야지마 켄이치   | 후미카의 친부이다.                                                                      |
| 喜志正臣                   | 에이신          | 베르무즈의 리더 K                                                                       |
| 효우도의 친부              | 오코우치 히로시 |                                                                                         |

### 게스트
| 이름                          | 배우              | 비고                                                |
| 2화                           | 2화               | 2화                                                 |
| ----------------------------- | ----------------- | --------------------------------------------------- |
| 불량 고등학생                 | 나나세 코         | 빈칸                                                |
| 4화                           |                   |                                                     |
| 카이 나기토(甲斐凪人)         | 타카무라 카이토   | 카이 하야토의 동생                                  |
| 카이 미치요(甲斐道代)         | 야마시타 요리에   | 카이 하야토의 친모                                  |
| 마키하라 조이치로(牧原丈一郎) | 스즈키 마사유키   | 극 중 텔레비전 방송의 해설자. 전 문부 문화대사이다. |
| 5화                           |                   |                                                     |
| 아나미 마사미(阿南正巳)       | 스미다 타카시     | 《独占!ナイトショウ! / 독점! 나이트 쇼!》 캐스트    |
| 6화                           |                   |                                                     |
| 파이터 타나카(ファイター田中) | 마에카와 야스유키 | 특촬물 프로그램의 슈트 액터로 레전드적인 존재       |

## 스태프
- 각본 - 무토 쇼고
- 음악 - 마츠모토 아키히코
- 주제가 - 더 크로마뇽즈 〈生きる/ 살아가다〉
- 제작 협력 - AXON
- 제작 책임자 - 니시노리 히코
- 프로듀서 - 후쿠이 유타, 마츠모토 아키코 (AXON)
- 협력 프로듀서 - 난바 토시아키 (AXON)
- 연출 - 코무로 나오코, 스즈키 유마, 미즈노 카쿠
- 제작 - NTV

## 방송 일정
최저 시청률과 최고 시청률은 시청률 조사회사와 지역별로 시청률에 차이가 있을 수 있습니다.
| 화수                                                                   | 방송일   | 방송일   | 편성표 소개 | 메인 학생                                 | 히이라기의 가르침                                                                         | 시청률 |
| 화수                                                                   | NTV      | 채널W    | 편성표 소개 | 메인 학생                                 | 히이라기의 가르침                                                                         | 시청률 |
| ---------------------------------------------------------------------- | -------- | -------- | --- | ----------------------------------------- | ----------------------------------------------------------------------------------------- | ------ |
| Day-1                                                                  | 1월 6일  | 1월 15일 | 衝撃的ミステリー！ 教師が生徒29人を人質に! ある生徒の死の真相!? 最後の授業開幕 충격적 미스터리! 교사가 학생 29명을 인질로! 어느 학생의 죽음의 진상!? 마지막 수업 개막 | 카야노 사쿠라                             | 過去の自分が今の自分を作る 과거의 자신이 지금의 자신을 만든다                             | 10.2%  |
| Day-2                                                                  | 1월 13일 | 1월 22일 | 新事実発覚！ 死に追い込んだ同級生の罪 새로운 사실 발각! 죽음으로 몰아넣은 동급생의 죄                                                                                 | 우사미 카호                               | 足りなかったものは想像力だ 부족했던 것은 상상력이다                                       | 10.6%  |
| Day-3                                                                  | 1월 20일 | 1월 29일 | 衝撃の急展開！ 共犯者判明！ 戦慄の教室 충격의 급전개! 공범자 판명! 전율의 교실                                                                                        | 사토미 카이토 마카베 카케루 쿠마자와 카렌 | それは本当に明日への活力になるのか 그건 정말로 내일로의 활력이 되는 걸까                  | 11.0%  |
| Day-4                                                                  | 1월 27일 | 2월 12일 | 黒幕はアイツ! 広がる闇。物語は核心へ 배후는 그 녀석! 퍼지는 어둠. 이야기는 핵심으로                                                                                   | 카이 하야토                               | 苦しい時、誰かに助けを求めたか 힘들 때, 누군가에 도움을 요청했었나                        | 9.3%   |
| Day-5                                                                  | 2월 3일  | 2월 19일 | 第1部完結! 全生徒逃走!? 決断の1時間 제1부 완결! 모든 학생 도주!? 결단의 1시간                                                                                         | 스와 유즈키                               | 恥をかかずに大人になれると思うな 창피를 당하지 말고 어른이 되려고 생각해라                | 10.4%  |
| Day-6                                                                  | 2월 10일 | 2월 26일 | 怒涛のヒーロー編! 開幕! 黒幕教師は誰 노도의 히어로 편! 개막! 배후 교사는 누구                                                                                         | 미나코시 스즈네                           | 言葉一つで簡単に命を奪える事を忘れるな 한 마디 말이라도 쉽게 목숨을 빼앗을 것을 잊지 마라 | 11.7%  |
| Day-7                                                                  | 2월 17일 | 3월 5일  | 糾弾の時! 犯人教師と対決! 真相繋がる 규탄의 시간! 범인 교사와 대결! 진상을 잇다                                                                                       | 세오 유다이 우오즈미 하나                 | 生徒はモノじゃない人間だ 학생은 물건이 아니라 인간이야                                    | 11.9%  |
| Day-8                                                                  | 2월 24일 | 3월 12일 | 怒涛の第2部急展開衝撃! 真相、覆る!! 노도의 제2부 급전개 충격! 진상, 뒤집히다!!                                                                                        | 니시자키 소우마 호리베 루나               | グッと踏み留まってクルッと頭を一周させろ                                                  | 12.0%  |
| Day-9                                                                  | 3월 3일  | 3월 19일 | 最終章! 最後の授業、全ての謎が繋がる日 마지막장! 마지막 수업, 모든 수수께끼가 이어지는 날                                                                             | 아이자와 히로키 카게야마 레이나           | ナイフで刺せば痛みを伴うのを忘れるな 칼로 찌르면 아픔이 따르는 것을 잊지 마라             | 12.9％ |
| Day-10                                                                 | 3월 10일 | 3월 26일 | 終幕。 この日のために全てはあった 종막. 이 날을 위해서 모든 것은 있었다                                                                                               | 카야노 사쿠라 카게야마 레이나             | 終幕来たる この日の為に事件は起きた 종막이 오다 이 날을 위해서 모든 것은 있었다           | 15.4%  |
| 평균 시청률 11.5% (시청률은 비디오 리서치 조사, 간토 지방 세대 실시간) |          |          | |                                           |                                                                                           |        |

- 1화는 30분이 연장돼서 밤 10시부터 11시 25분까지 방송됐다.
- 또한, 마지막화 시청률에 대해서 일요 드라마 시간대의 각 작품의 마지막화로의 역대 최고를 지금까지의 《デスノート / 데스노트》(2015년 7월)에서 1.3포인트를 넘어서 갱신하고 있다[15].

### 결방
대한민국(채널W)
- 2월 5일 : 설 특집 연속방송(1화부터 3화까지)으로 인해서

## ‘3학년 A반’ 사건이 일어나기 ○일 전의 일상
본편 방송 시작 전부터 스페셜 단편 영상으로 유튜브 등에서 공개되고 있다. 같이 적혀있는 날짜는 영상 업로드일이기도 하다. 
|                    | 부제목                                                            | 출연                                                           | 링크 |
| ------------------ | ----------------------------------------------------------------- | -------------------------------------------------------------- | ---- |
| 60일 (12월 31일)   | 大晦日､学校に忍び込む 섣달 그믐날, 학교에 잠입하다                | 카타요세 료타, 사쿠모토 타카라, 후루카와 츠요시, 미후네 카이토 | 영상 |
| 58일 전 (1월 2일)  | 新年にモデルのチャンス⁉ 새해에 모델의 기회!?                      | 토미타 미우, 모치즈키 아유무, 이마다 미오                      | 영상 |
| 56일 전 (1월 4일)  | がんばれ! 受験生‼ 파이팅! 수험생들!!                              | 와카바야시 카오루, 타카오 유키, 모치즈키 아유무                | 영상 |
| 53일 전 (1월 7일)  | 大学生になったら… 대학생이 된다면...                              | 하기와라 리쿠, 카미오 후주, 스즈키 진                          | 영상 |
| 51일 전 (1월 9일)  | 隣のクラスの男子に告白されたら… 다른 반 남자에게 고백 받는다면... | 모리 나나, 신조 유메, 오하라 유노                              | 영상 |
| 49일 전 (1월 11일) | 男子が女子トークに入っていく方法 남자가 여자 토크에 끼는 방법     | 홋타 마유, 토미타 미우, 타카오 유키                            | 영상 |
| 46일 전 (1월 14일) | 仲間に入れてくれないなら… 친구로 넣어줄 수 없다면                 | 하기와라 리쿠, 이마이 유키, 모리야마 아키                      | 영상 |
| 44일 전 (1월 16일) | 女の子にモテる秘訣 여자에게 인기가 생기는 비결                    | 니시모토 긴지로, 토비타 히카리, 카미오 후주                    | 영상 |
| 42일 전 (1월 18일) | ずっと言えなかったこと 계속 말할 수 없었던 것                     | 와카바야시 카오루, 토미타 미우, 츠키미야 히메나                | 영상 |
| 39일 전 (1월 21일) | お金に困った時は… 돈이 궁할 때에는...                             | 신조 유메, 와카바야시 카오루, 니시모토 긴지로                  | 영상 |
| 37일 전 (1월 23일) | 電脳部とスポーツマンの接点 컴퓨터부와 스포츠맨의 접점             | 모리 나나, 이마이 유키, 모치즈키 아유무                        | 영상 |
| 35일 전 (1월 25일) | 彼女がいなくなってからの日常 그녀가 없어지고 난 후의 일상         | 카타요세 료타, 이마다 미오, 홋타 마유                          | 영상 |
| 32일 전 1월 28일   | 水泳部と帰宅部のとある放課後 수영부와 귀가 인원의 어느 방과후     | 사카모토 타카라, 후루카와 츠요시, 카미오 후주                  | 영상 |
| 30일 전 (1월 30일) | 恋がしたい! 연애가 하고 싶어!                                     | 후쿠하라 하루카, 후루카와 츠요시, 와카바야시 지에이            | 영상 |
| 28일 전 (2월 1일)  | 後悔したこと 후회했던 것                                          | 요코타 마유, 츠키미야 히메나, 사카모토 타카라                  | 영상 |
| 25일 전 (2월 4일)  | 不良グループリーダーの圧 불량 학생들 리더의 압력                  | 카타요세 료타, 아키타 시오리, 타카오 유키                      | 영상 |
| 23일 전 (2월 6일)  | すごく近くにいるよ？ 굉장히 가까이에 있다?                        | 야나이 유메나, 신조 유메, 토비타 히카리                        | 영상 |
| 21일 전 (2월 8일)  | カップルの邪魔するやつ 커플 방해하는 놈                           | 후쿠하라 하루카, 미후네 카이토, 모리야마 아키                  | 영상 |

## 수상
- 제56회 갤럭시상[16]
  - TV 부문 개인상 : 스다 마사키 (「dele」, 「스다 마사키 TV」의 연기와 함께)

- 닛칸 스포츠 드라마 그랑프리 2019년 겨울[17]
  - 남우주연상 : 스다 마사키

- 제15회 컨피던스 어워드 드라마상
  - 각본상 : 무토 쇼고

- 제100회 더 텔레비젼 드라마 아카데미상[18]
  - 최우수 작품상
  - 남우주연상 : 스다 마사키
  - 여우조연상 : 나가노 메이
  - 각본상 : 무토 쇼고
  - 감독상 : 코무로 나오코, 스즈키 유마, 미즈노 카쿠

- 도쿄 드라마 어워드 2019
  - 연속 드라마 부문 : 그랑프리
  - 남우주 연상 : 스다 마사키[19]

### 내용주
1. ↑  히로인은 나가노 메이이다.

### 참조주
1. ↑  “菅田将暉が念願の教師役で永野芽郁を“人質”に、ドラマ「3年A組」1月期放送” [스다 마사키가 염원의 교사 역할로 나가노 메이를 ‘인질’로, 드라마 “3학년 A반” 1월 방송]. 《영화 나탈리》 (일본어). 나타샤. 2018년 11월 13일. 2018년 11월 22일에 확인함.
2. ↑  “『3학년 A반』 열광팬·코모리 하야토가 말하는 “3A사랑”「모두 좋은 추억으로 분한!」(1) 카타요세 료타화는 「빠짐없이 울었다」”. 《マイナビニュース》. 2019년 3월 9일. 2019년 3월 9일에 확인함.
3. 1 2  “菅田将暉、夢の教師役で永野芽郁を監禁！？ゴールデン民放連ドラ初単独主演” [스다 마사키, 꿈의 교사 역할로 나가노 메이를 감금!? 골든 민방 연속 드라마 첫 단독 주연]. 《스포츠 호치》 (일본어). 호치 신문사. 2018년 11월 13일. 2018년 12월 4일에 확인함.
4. ↑  “片寄涼太、富田望生らが教師・菅田将暉の人質に！ドラマ「3年A組」生徒役発表” [카타요세 료타, 토미타 미우 등이 교사 스다 마사키의 인질로! 드라마 “3학년 A반” 학생 역할 발표]. 《영화 나탈리》 (일본어). 2018년 12월 1일. 2019년 2월 9일에 확인함.
5. ↑  해당일의 《요미우리 신문》 TV 편성표
6. ↑  “菅田将暉主演「3年A組―」初回視聴率は10.2%” [스다 마사키 주연 ‘3학년 A반’ 첫방 시청률은 10.2%]. 《스포츠호치》 (일본어) (호치 신문사). 2019년 1월 7일. 2019년 1월 7일에 확인함.
7. ↑  “菅田将暉主演「3年A組―」第2話視聴率は10.6%…初回から0.4ポイント上昇” [스다 마사키 주연 “3학년 A반” 2화 시청률은 10.6%… 첫방에서 0.4포인트 상승!]. 《스포츠 호치》 (일본어) (호치 신문사). 2019년 1월 15일. 2019년 1월 15일에 확인함.
8. ↑  “菅田将暉主演「3年A組―」第3話視聴率は11.0%…前回から0.4ポイント上昇” [스다 마사키 주연 “3학년 A반” 3회 시청률은 11.0%... 전화에서 0.4포인트 상승]. 《스포츠 호치》 (일본어) (호치 신문사). 2019년 1월 21일. 2019년 1월 21일에 확인함.
9. ↑  “菅田将暉主演「3年A組―」第4話視聴率は9.3%で初の１ケタ” [스다 마사키 주연 “3학년 A반” 4화 시청률은 9.3%으로 처음으로 한 자리수]. 《스포츠 호치》 (일본어) (호치 신문사). 2019년 1월 28일. 2019년 1월 29일에 확인함.
10. ↑  “菅田将暉主演「3年A組―」第5話視聴率は10.4%で2ケタ回復” [스다 마사키 주연 “3학년 A반” 5화 시청률은 10.4%로 두 자리수로 회복]. 《스포츠 호치》 (일본어) (호치 신문사). 2019년 2월 4일. 2019년 2월 4일에 확인함.
11. ↑  “菅田将暉主演「3年A組―」第6話視聴率は番組最高11.7%” [스다 마사키 주연 “3학년 A반” 6화 방송 최고 11.7%]. 《츠포츠 호치》 (일본어) (호치 신문사). 2019년 2월 12일. 2019년 2월 12일에 확인함.
12. ↑  “菅田将暉主演「3年A組―」第7話視聴率11.9%で番組最高更新” [스다 마사키 주연 “3학년 A반” 7화 방송 시청률 11.9%로 방송 최고 갱신]. 《츠포츠 호치》 (일본어) (호치 신문사). 2019년 2월 18일. 2019년 2월 18일에 확인함.
13. ↑  “菅田将暉主演「3年A組―」第8話視聴率12.0%で番組最高またも更新” [스다 마사키 주연 “3학년 A반” 8화 방송 시청률 12.0%로 방송 최고 또 갱신]. 《츠포츠 호치》 (일본어) (호치 신문사). 2019년 2월 25일. 2019년 2월 25일에 확인함.
14. ↑  “菅田将暉主演「３年Ａ組―」第９話視聴率は１２・９％…勢い止まらず４週連続の番組最高更新” [스다 마사키 주연 “3학년 A반” 9화 시청률은 12.9%... 하락하지 않가 4주 연속 방송 최고 갱신]. 《츠포츠 호치》 (일본어) (호치 신문사). 2019년 3월 4일. 2019년 3월 4일에 확인함.
15. ↑  “菅田将暉主演「3年A組」最終回15.4％ 自己最高で有終 「デスノート」超えで同枠最高更新” [스다 마사키 주연 “3학년 A반” 마지막화 15.4％ 최고 시청률로 끝을 낸 ‘데스노트’ 넘어서 같은 시간대 최고 갱신]. 《Sponichi Annex》 (일본어). 스포츠 닛폰 신문사. 2019년 3월 11일. 2019년 3월 11일에 확인함.
16. ↑  보관됨 2019-04-26 - 웨이백 머신 제56회 갤럭시상 입상 작품 목록, [방송 비평 간담회 2019년 4월 26일에 확인.
17. ↑  “NHK「만복」 4관왕 닛칸 겨울 드라마 GP”. 닛칸스포츠. 2019년 3월 16일. 2019년 4월 3일에 확인함.
18. ↑  “제100회 더 텔레비젼 드라마 아카데미 상 총평”. KADOKAWA. 2019년 5월 22일에 확인함.
19. ↑  “2019년 도쿄 드라마 어워드 【그랑프리는 3학년 A반】 스다 마사키의 활약 빛나는”. oricon. 2019년 10월 28일. 2019년 11월 3일에 확인함.